# Paraxerus ochraceus
Paraxerus ochraceus е вид бозайник от семейство Катерицови (Sciuridae).

## Разпространение
Видът е разпространен в Кения и Танзания.